# Henrik Holck
Henrik Holck, danski feldmaršal, * 1599, † 1633.